# Rywa Buzgan
Rywa Buzgan, z domu Szyler (jid. ריווה שילער-בוזגאן; ur. 1903 w Lubarze, zm. 1981 w Moskwie) – aktorka teatru jidysz, żona aktora i reżysera Chewela Buzgana (1897-1971).
Pochodziła z tradycyjnej rodziny żydowskiej. W rodzinnym miasteczku ukończyła rosyjskie gimnazjum. Swojego męża poznała w Wilnie, gdzie w 1923 urodziła się ich jedyna córka – Miriam. W 1926 została przyjęta do zespołu Teatru Meutisa w Rydze, a w latach 1932–1936 była członkinią Trupy Wileńskiej. Następnie wchodziła w skład objazdowego teatru, założonego przez swojego męża i Symche Natana.
W 1939, na krótko przed wybuchem II wojny światowej, wyemigrowała do Argentyny, gdzie przebywała wraz z mężem do 1949. Tam w Buenos Aires oboje zaangażowali się do tamtejszego Teatru Soleil, dając równocześnie liczne występy na scenach Brazylii, Urugwaju, Chile, Peru i Boliwii. Po powrocie do Polski została aktorką Teatru Żydowskiego w Łodzi i następnie Teatru Żydowskiego w Warszawie.
Po śmierci męża stopniowo wycofywała się z działalności scenicznej. Wyjechała do Moskwy, gdzie mieszkała jej córka.

## Kariera teatralna (1949-1972)
| Teatr Żydowski w Warszawie - 1956: Tewje Mleczarz - 1958: Sender Blank - 1958: Opera Żyda - 1958: Glikl Hameln - 1959: Trudno być Żydem - 1960: Strach i nędza III Rzeszy - 1960: Trzynaście beczek dukatów - 1962: Bar-Kochba - 1962: Joszke Muzykant - 1963: Jakub i Ezaw - 1964: Zasypać bunkry! - 1966: Ludzie - 1966: Swaty - 1967: Dzień i noc - 1969: Skarb cesarza - 1970: Dybuk - 1970: Tewje Mleczarz - 1972: Wielka wygrana - 1972: Było niegdyś miasteczko | Dolnośląski Teatr Żydowski we Wrocławiu - 1953: Meir Ezofowicz Teatr Żydowski w Łodzi - 1949: Mój syn - 1950: Sen o Goldfadenie - 1950: Rodzina Blank - 1951: 200.000 - 1951: W noc zimową ... - 1951: Trzydzieści srebrników - 1952: Glikl Hameln żąda ... - 1953: Mieszczanie |